# Sport+
Ne doit pas être confondu avec Canal+ Sport.
 (juin 2013).
Si vous disposez d'ouvrages ou d'articles de référence ou si vous connaissez des sites web de qualité traitant du thème abordé ici, merci de compléter l'article en donnant les références utiles à sa vérifiabilité et en les liant à la section « Notes et références ».
Sport+, initialement AB Sports puis Pathé Sport ou stylisé PathéSport:, est une ancienne chaîne de télévision thématique française du groupe Canal+ consacrée au sport, créée en décembre 1996 et disparue le 27 juin 2015. L'ancienne chaîne déclinée pour la Pologne porte le nom de nSport+.

## Histoire
Créée par le groupe AB le 23 décembre 1996, cette chaîne s'intitule à sa naissance AB Sports et fait partie du bouquet satellite français AB Sat puis est également reprise dans le bouquet Canalsat ainsi que son concurrent TPS.
AB-Sport est revendue en décembre 1998 au groupe Pathé devenant éditeur de chaînes thématiques. Elle est dès lors renommée Pathé Sport et gagne en notoriété grâce à sa programmation conçue pour le public français, aux nombreux directs et à la variété des sports proposés[réf. nécessaire].
L'acquisition d'Eurosport France par le Groupe TF1 depuis 1991 et la décision consécutive du Groupe Canal+ de lancer une nouvelle chaîne de sport à l'automne 2002 engendrant une compétition sur le marché des droits sportifs, remettent en cause le schéma de développement de Pathé Sport et conduisent en mars 2002 Pathé, à céder 60 % du capital de sa chaîne au Groupe Canal+, les 40 % restants étant échangés le 26 octobre contre 80 % du capital de la chaîne généraliste Monte Carlo TMC. L'opération permet à Canal+ de récupérer une chaîne de sport perdue depuis qu'Eurosport France et dont elle a été actionnaire, a été absorbée par TF1 SA. La chaîne change à nouveau de nom pour devenir Sport+ le 26 octobre 2002.
CSuite à cette acquisition, Canal+ SA diminue fortement les partenariats de la chaîne avec France Télévisions. Les deux groupes retransmettent jusqu'alors en codiffusion, de nombreux évènements tels que le tournoi de tennis de Paris-Bercy, le Championnat de France de basket-ball ou encore le Mondial de handball. Sport+ tend à partager de plus en plus les évènements avec les autres chaînes du groupe Canal+ dont elle fait partie, privant ainsi certains sports d'une diffusion en clair[réf. nécessaire].
La chaîne est sélectionnée en 2002 pour figurer parmi les chaînes payantes de la TNT mais son autorisation est retirée en 2004, suite à décision par le Conseil d'État. Chaîne organisatrice de Sport+ à la playa, manifestations sportives proposées chaque année sur les plages de France[réf. nécessaire].
Depuis l'arrivée de beIN Sports en 2012, la chaîne perd de nombreuses compétitions : le Tournoi de Wimbledon, les Masters Series de tennis et des ATP 1000 et 500 series, le Championnat de football américain de la NFL, la Ligue Europa en football, la Premiership de rugby, la Ligue des champions de handball masculin et le Championnat de France de handball masculin, la NBA et l'Euroligue de basket ainsi que de nombreuses courses cyclistes dont le Tour de Suisse et le Tour de Romandie.
La direction de Canal+ arrête définitivement la diffusion de la chaîne à partir du 27 juin 2015.

### Identité visuelle (logo)
Le 17 mai 2011, la chaîne adopte un nouvel habillage créé par l'agence Dream On similaire à sa chaîne sœur Infosport+ à la suite du changement de nom de cette dernière. Ils diffèrent de leur couleur dominante: le noir pour Sport+ et le blanc pour Infosport+.

Logo du 26 octobre 2002 au 17 mai 2011.
Logo du 17 mai 2011 au 27 juin 2015.

## Slogans
- Depuis [Quand ?] : « La chaîne de ceux qui veulent plus de sport »

## Organisation

### Dirigeants
Président :
- Michel Denisot

Directeur général délégué :
- Bruno Poulain

Rédacteur en chef :
- Frédéric Brindelle

### Capital
Le capital de Sport+ est de 37 500 € intégralement détenu par Canal+ SA, filiale à 49 % de Canal+ France, elle-même filiale à 100 % du Groupe Canal+.

## Programmes
Sport+ possède alors notamment les droits concernant les championnats de football étrangers (italiens et anglais notamment), le Championnat de France de rugby à XV de Pro D2, les championnats de tennis de table, les championnats de basket-ball de Pro A, de la Liga ACB et le Championnat du Monde de Golf.

### Football
- Premier League
- Bundesliga
- LaLiga
- Serie A
- Championnat du Brésil de football
- Éliminatoires du championnat d'Europe de football 2016
- Major League Soccer jusqu'en 2014
- Championnat d'Argentine de football

### Tennis
- Wimbledon jusqu'en 2013
- Coupe Davis et Fed Cup
- ATP 500 Séries : intégralité des tournois (2012-2013 ; récupération des droits TV d'Orange Sport)
- ATP 250 Series : quelques tournois dont Tournoi de tennis de Marseille, Open de Nice et Tournoi de tennis de Moselle

### Rugby

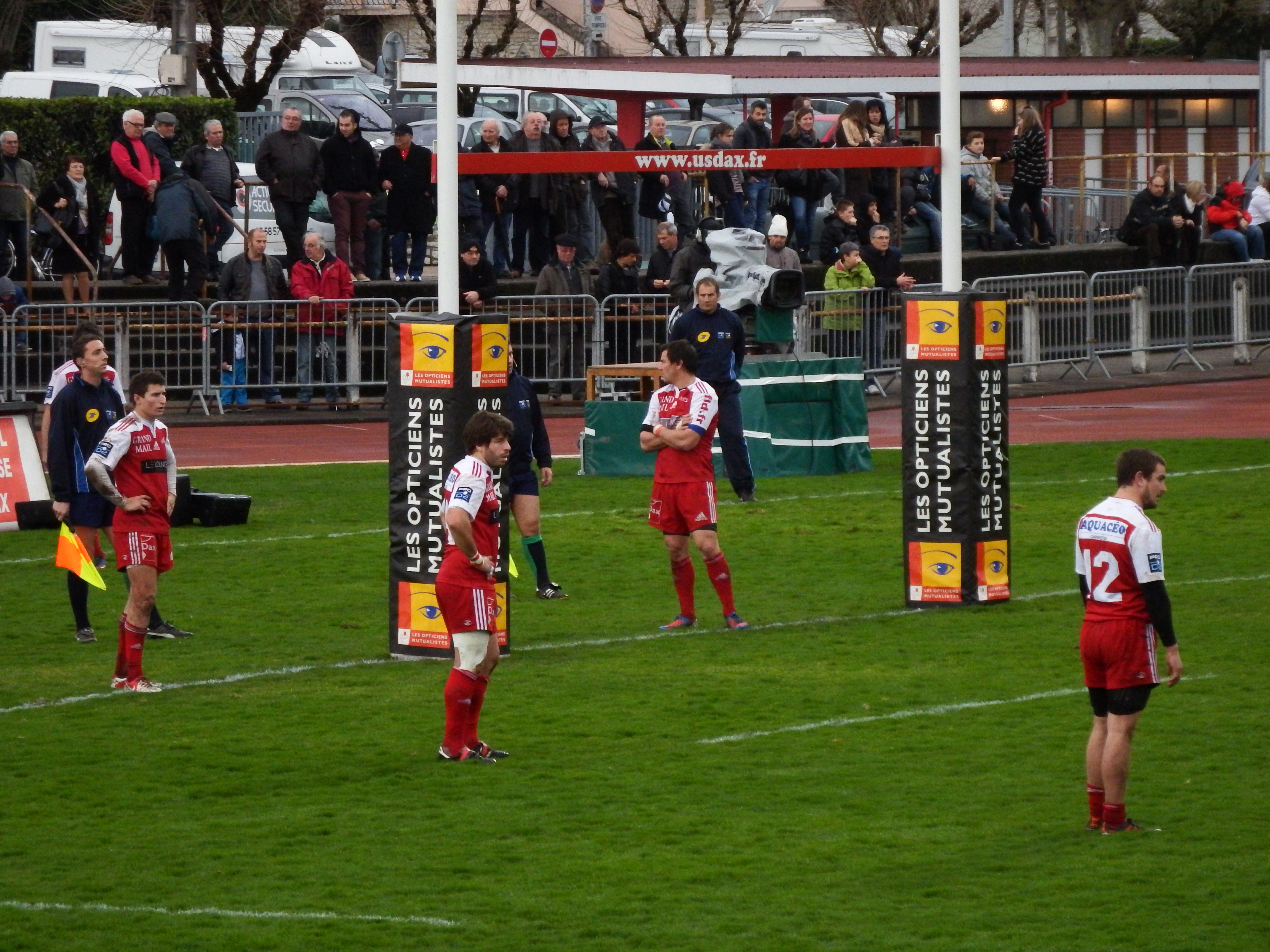
Caméra de Sport+ installée derrière l'en-but pour la retransmission de la rencontre de Pro D2 entre l'US Dax et le Stade rochelais le 26 janvier 2014.

- Championnat de France de rugby à XV : 1 affiche/journée (2003-2007)
- Coupe d’Europe de rugby à XV
- Challenge européen de rugby à XV
- Pro D2 1 match par journée, 1 demi-finale et la finale
- Super 15
- The Rugby Championship
- Currie Cup
- ITM Cup
- Test match de juin
- Championnat de France de rugby à XIII
- Différentes complétions et championnats de rugby à XIII

### Handball

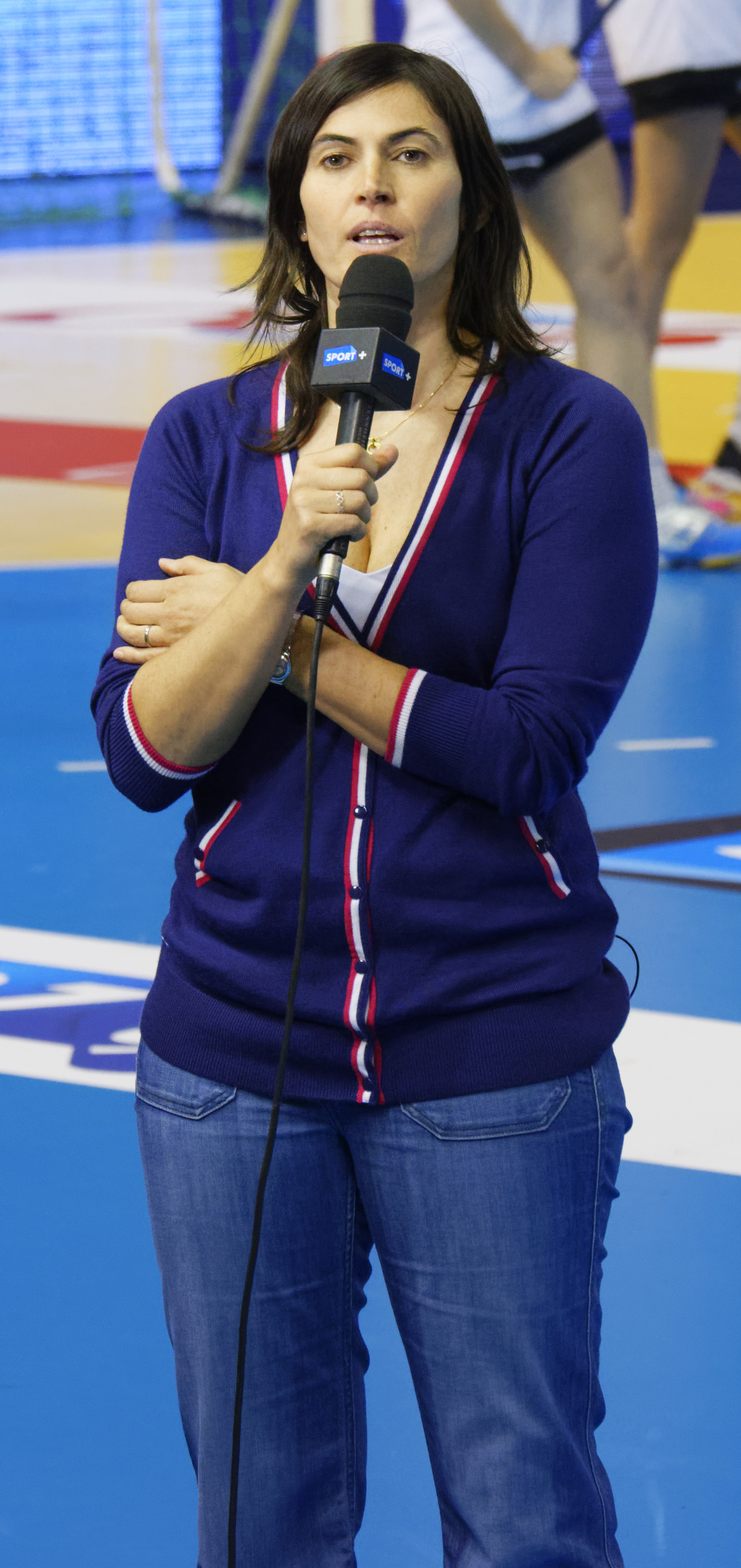
Valérie Nicolas aux commentaires de France/Danemark (Golden League) sur la chaine Sport+. A Dijon, le 19 mars 2015.

- Championnat de France de handball féminin[4]
- Coupe de France de handball féminin
- Coupe de la Ligue française de handball féminin
- Championnat d'Europe de handball féminin (2014)

### Hockey sur glace
- NHL
- Championnat du monde, éditions 2014 et 2015.

### Basketball
- NBA
- Pro A
- Pro B
- Coupe de France
- Leaders Cup
- Liga ACB
- Coupe du Roi
- EuroLigue jusqu'en 2013
- Euroligue féminine
- WNBA jusqu'en 2014

### Sports mécaniques
- GP2
- WRC
- Formule E

### Sport d'hiver
- Coupe du monde de bobsleigh

### Sport de Glisse
- World Tour ASP de surf
- Funboard circuit français AFs

### Golf
- Ryder Cup
- The Open Championship jusqu'en 2013
- US Open
- The Masters
- PGA Championship
- PGA European Tour
- World Golf Championships
- PGA Tour

### Cyclisme
- Coupe du monde de cyclisme sur route féminine jusqu'en 2015[5]
- Championnats du monde de cyclo-cross
- Championnats du monde de BMX jusqu'en 2014
- Coupe du monde de cyclisme sur piste
- Tour de Romandie
- Tour de Suisse jusqu'en 2010